# 대한민국 상법 제22조의2
대한민국 상법 제22조의2는 상호의 가등기에 대한 상법총칙의 조문이다.

## 조문
제22조의2 (상호의 가등기) ① 주식회사 또는 유한회사를 설립하고자 할 때에는 본점의 소재지를 관할하는 등기소에 상호의 가등기를 신청할 수 있다.
②회사는 상호나 목적 또는 상호와 목적을 변경하고자 할 때에는 본점의 소재지를 관할하는 등기소에 상호의 가등기를 신청할 수 있다.

③회사는 본점을 이전하고자 할 때에는 이전할 곳을 관할하는 등기소에 상호의 가등기를 신청할 수 있다.

④상호의 가등기는 제22조의 적용에 있어서는 상호의 등기로 본다.

⑤ 삭제

## 같이 보기
- 상호
- 상호권